# Милуани (Салаж)
Милуани (рум. Miluani) насеље је у Румунији у округу Салаж у општини Хида. Oпштина се налази на надморској висини од 308 m.

## Становништво
Према подацима из 2002. године у насељу је живело 112 становника, од којих су сви румунске националности.